# Francis Pélissier
Francis Pélissier, nascido a 13 de junho de 1894 em Paris e falecido a 22 de fevereiro de 1959 em Mantes-la-Jolie, foi um ciclista francês.
Irmão menor de Henri Pélissier e Charles Pélissier, Francis Pélissier foi ciclista profissional entre 1919 e 1931. Depois foi diretor desportivo durante uma trintena de anos sob as cores da equipa La Perle. Nesta equipa dirigiu por exemplo a Jacques Anquetil onde estreia e esteve de 1953 a 1955. O seu outro irmão Jean Pélissier também foi ciclista profissional.
Venceu a terceira etapa do Tour de France 1919. Venceu a primeira etapa do Tour de France 1927, oque permitiu a ele vestir a camiseta amarela por cinco etapas.

## Palmarés
| - 1919 - 1 etapa do Tour de France - 1920 - Tour du Sud-Est - 1921 - Campeonato da França em Estrada - Paris-Tours - 1922 - Bordéus-Paris - 1923 - Campeonato da França em Estrada | - 1924 - Campeonato da França em Estrada - Bordéus-Paris - Volta ao País Basco - 1925 - 2.º no Campeonato da França em Estrada - 1926 - Critérium de As - GP Wolber - 2.º no Campeonato da França em Estrada - 1927 - 1 etapa do Tour de France - 1931 - 2.º no Campeonato da França em Estrada |